# Caracas
Caracas (IPA [ka'ɾakas]), službenog naziva Santiago de León de Caracas (šp. za "Sveti Jakov od Leóna Caracasa"), je glavni i najveći grad Venezuele. Nalazi se u sjevernom dijelu države u distriktu Distrito Capital, ali se proširio i na četvrti Chacao, Baruta, Sucre, i El Hatill na sjeveru federalne države Miranda. Prema popisu iz 2009. godine Caracas je 2009. godine imao oko 2.097.350 stanovnika, dok je cijeli distrikt 2008. godine imao 4.196.514 stanovnika, no pretpostavlja se da je ta brojka bliža brojki od 5,4 milijuna jer mnogi stanovnici u okolici grada žive u stihijski izgrađenim slamovima (barios).

## Zemljopis
Grad pokriva većinu uske doline Caracas koja je paralelna s 2.200 m visokim planinskim obalnim gorjem Venezuele (Cordillera de la Costa) koje ga odvaja od obale Karipskog mora udaljene 15 km, dok je na jugu također okružena mnogim brdima i planinama. 
Luka i zračna luka Caracasa se nalaze u naseljima na obali mora. Klima ovog područja je tropska sa srednjom godišnjom temperaturom od 22,5 °C i godišnjom količinom padalina između 900 i 1.300 milimetara.

## Povijest
Kristofor Kolumbo je bio prvi Europljanin koji je stigao do obale kod Caracasa još 1498. godine. Tu je nastala mala kolonija europskih doseljenika koju su uskoro uništili domoroci.
Caracas je utemeljio konkvistador Diego de Losada 1567. godine kao Santiago de León de Caracas, a ime je dobio po plemenu Caracas Indijanaca koje je obitavalo u tom kraju i Don Pedro Ponce de Leónu. 
Caracas je postao sedište guvernera istoimene regije, a procvat je doživio sredinom 18. stoljeća zahvaljujući izvozu kakaa.
Teški potresi su uništili Caracas dva puta, djelomično 1755. godine i u potpunosti 26. ožujka 1812. god. kada je poginulo oko 12.000 ljudi.
Deklaracija o neovisnosti Venezuele je proglašena u Caracasu 29. srpnja 1811., a grad je od Španjolaca oslobodio Simon Bolivar 1814. god. Rat je potrajao do 1821. godine, a od 17. studenog 1831. godine Caracas je postao glavni grad Republike Venezuele. Grad je 1859. imao oko 60 000 žitelja.
Zahvaljujući bogatstvom nafte, gospodarstvo Venezuele se naglo razvilo u prvoj polovici 20. stoljeća. Caracas je u to vrijeme postao jedan od najvažnijih gospodarskih središta Latinske Amerike. Tijekom 50-ih, 60-ih i 70-ih, Caracas je doživio intenzivnu izgradnju i modernizaciju. Tada je sagrađen i Sveučilišni grad Caracasa, kompleks moderne arhitekture koji je prepoznao i UNESCO, te je upisan na popis mjesta svjetske baštine u Amerikama 2000. godine. 
Kasnije u grad pristiže veliki broj bivših seljaka iz unutrašnjosti u potrazi za poslom u cvatućoj industriji. No, većina ih se naseljava u stihijskim naseljima koja su nikla svuda oko urbanog središta. Danas je kriminal veliki problem u Caracasu gdje je samo 2006. godine bilo 4.160 ubojstava.

## Gospodarstvo
Caracas je financijsko i industrijsko središte Venezuele, a najvažnije industrijske grane su tekstilna, strojna i industrija prerade kože, ali i kemijska, prehrambena i industrija prerade nafte (lanac rafinerija Petroleos de Venezuela), dok je jedan od najvećih poslodvaca automobilska industrija MMC Automoric.
U Caracasu je sjedište i jedine burze u Venezueli (Bolsa de Valores de Caracas).

## Promet
Caracas ima podzemnu željeznicu koja je otvorena 1983., a od 1994. godine ima 3 linije.
Zračna luka Caracas se nalazi sjeverno od grada, na obali blizu mjesta Maiketia. Ona je povezana s gradskim središtem autoputem duljine od oko 30 kilometara.

## Poznate osobe rođene u Caracasu
- Simon Bolivar (1783. – 1830.), revolucionar
- Francisco de Miranda, revolucionar
- Rómulo Gallegos, spisatelj i političar
- Martín Tovar y Tovar, slikar
- Baruj Benacerraf, dobitnik Nobelove nagrade za medicinu 1980. god.
- Baltazar Enrique Porras Cardozo, biskup
- Dayana Mendoza, Miss Universe 2008. god.

## Zbratimljeni gradovi
| - Asunción, Paragvaj - Bogotá, Kolumbija - Buenos Aires, Argentina - Cochabamba, Bolivija - Cluj-Napoca, Rumunjska - Fortaleza, Brazil - Guatemala, Gvatemala - Havana, Kuba - Istanbul, Turska - La Paz, Bolivija - Lima, Peru - Lisabon, Portugal - Madrid, Španjolska - Managua, Nikaragva - Ciudad de Mexico, Meksiko | - Minsk, Bjelorusija - Miami, SAD - Milano, Italija - Montevideo, Urugvaj - Moskva, Rusija - Navi Mumbai, Indija - New Orleans, SAD - Panama (grad), Panama - Pariz, Francuska - Quezon City, Filipini - Quito, Ekvador - Ra'anana, Izrael - Reykjavik, Island - Rio de Janeiro, Brazil - San José, Kostarika | - San Juan, Portoriko - San Salvador, Salvador - Santa Cruz de Tenerife, Španjolska - Santiago de Chile, Čile - Santo Domingo, Dominikanska Republika - San Francisco, SAD - São Paulo, Brazil - Seul, Južna Koreja - Šangaj, Kina - Tegucigalpa, Honduras - Teheran, Iran - Washington, SAD - Sydney, Australija - Vigo, Španjolska |

## Vanjske poveznice
- (šp.) Site officiel de la ville de Caracas
- (šp.) Site officiel Alcaldia de Chacao